# Cycloptilum thoracicum
Cycloptilum thoracicum is een rechtvleugelig insect uit de familie Mogoplistidae. De wetenschappelijke naam van deze soort is voor het eerst geldig gepubliceerd in 1928 door Hebard.